# إيراج داستجيردي
إيراج داستجيردي (مواليد 31 ديسمبر 1955) هو مبارز بالسيف إيراني، مثّل بلاده في الألعاب الأولمبية الصيفية 1976.

## روابط رياضية
إيراج داستجيردي على موقع أوليمبيديا (الإنجليزية)